# Hans Joachim Schellnhuber
Hans Joachim "John" Schellnhuber (* 7 de junio de 1950 en Ortenburg, distrito de Passau) es un científico climático alemán. Sus principales áreas de trabajo son la investigación de las consecuencias del cambio climático y el análisis del sistema terrestre. Es considerado uno de los expertos en clima más prestigiosos a nivel mundial.
Por sus logros, la Reina Isabel II nombró a Schellnhuber Comendador de la Excelentísima Orden del Imperio Británico (2004). Ese mismo año, Schellnhuber ingresó en la Academia Nacional de Ciencias por su labor de análisis del sistema terrestre. También fue condecorado con la Orden al Mérito del Estado de Brandemburgo (2008), la Cruz Federal al Mérito de 1.ª Clase (2011) y la Orden Japonesa del Sol Naciente con Cinta (2020).
Hasta septiembre de 2018, fue director del Instituto Potsdam para la Investigación del Impacto Climático (PIK), fundado por él en 1992, que bajo su dirección se convirtió en uno de los institutos más respetados del mundo en el campo de la investigación climática. De 2009 a 2016, fue presidente del Consejo Asesor Científico del Gobierno Federal sobre el Cambio Global del Medio Ambiente (WBGU). Desde diciembre de 2023, es director del Instituto Internacional de Análisis de Sistemas Aplicados en Laxenburg, cerca de Viena. Desde hace tiempo, es miembro del Grupo Intergubernamental de Expertos sobre el Cambio Climático (IPCC).
Schellnhuber fue uno de los primeros en abogar por soluciones sostenibles al problema climático y ha influido decisivamente en la discusión política internacional sobre este tema. Entre otras contribuciones, introdujo el concepto de elementos de inflexión en la investigación climática y pidió medidas políticas, económicas y sociales oportunas para alcanzar el objetivo de los dos grados, especialmente mediante la transición de fuentes de energía fósiles a renovables.

## Primeros Años
Schellnhuber creció en Ortenburg en el seno de una familia protestante. Ya de niño tenía el apodo de «John», con el que aún hoy se dirigen a él familiares y colegas. Cursó la escuela primaria en Ortenburg de 1956 a 1961 y luego pasó al instituto de Vilshofen. Según sus propias declaraciones, tenía talento para las matemáticas y le interesaban, entre otras cosas, la física, la filosofía y la arqueología. Como su hermano mayor ya iba a la universidad, la familia no tenía dinero para que estudiara un segundo hijo. Sin embargo, su madre le habló de la posibilidad de una beca para alumnos superdotados, por la que se esforzó y aprobó el bachillerato en 1970 con una nota de 1,0.
Schellnhuber está casado con la geóloga, paleontóloga, poetisa y publicista Margret Boysen, quien, además de su labor periodística, dirige y coordina el programa cultural de PIK. Tiene un hijo nacido en 2008. Schellnhuber se define como agnóstico.

## Carrera
Inmediatamente después de dejar la escuela, Schellnhuber empezó a estudiar Física y Matemáticas en la Universidad de Ratisbona. Se licenció con matrícula de honor en Física en 1976 y se doctoró en Física Teórica summa cum laude en 1980. Durante una estancia de investigación en la Universidad de Ratisbona, Schellnhuber llamó la atención del físico suizo Gregory Wannier. Gracias a su mediación, Schellnhuber obtuvo un puesto posdoctoral en el Instituto Kavli de Física Teórica de la Universidad de California en Santa Bárbara de 1981 a 1982. Esto le puso en contacto con Walter Kohn, John Bardeen y John Robert Schrieffer, entre otros, que trabajaron con él allí al mismo tiempo. A continuación trabajó como ayudante de investigación en la Universidad de Oldemburgo, completando su habilitación en 1985. Como becario del Programa Heisenberg, fue profesor visitante en el Instituto de Ciencias No Lineales de la Universidad de California en Santa Cruz de 1987 a 1988.
De 1989 a 1993, Schellnhuber ocupó una cátedra de Física Teórica en el Instituto de Química y Biología del Medio Marino (ICBM) de la Universidad de Oldemburgo, del que fue director general en 1992. Durante este tiempo, dirigió un proyecto financiado por el entonces Ministerio Federal de Investigación y Tecnología sobre los efectos de la subida del nivel del mar en las marismas.
En 1992, se convirtió en el director fundador del Instituto de Potsdam para la Investigación del Impacto Climático (PIK). Desde 1993 hasta 2018, también fue catedrático de Física Teórica en la Universidad de Potsdam.
Además de su trabajo en el PIK, Schellnhuber fue catedrático de la Escuela de Medio Ambiente de la Universidad de East Anglia (Reino Unido) de 2001 a 2005 y participó en la creación del Centro Tyndall para la Investigación del Cambio Climático como director de Investigación. Posteriormente trabajó allí como Distinguido Asesor Científico hasta 2009. De 2005 a 2009, fue profesor visitante de Física en la Universidad de Oxford, miembro honorario del Christ Church College y Senior James Martin Fellow. Desde 2010, es profesor externo en el Instituto de Santa Fe (EE. UU.).
Schellnhuber ha publicado más de 250 artículos científicos y es autor, coautor o editor de más de 50 libros o capítulos de libros.
Schellnhuber también asesora con frecuencia a políticos y empresarios. Desde 1992 es uno de los nueve miembros del Consejo Asesor Alemán sobre el Cambio Global (WBGU), organismo que preside o vicepreside desde 1994. De 1994 a 1998, asesoró a Angela Merkel en su función de entonces ministra de Medio Ambiente. En 2004, formó parte de un grupo de científicos del clima invitados a visitar la Casa Blanca para informar a la administración Bush sobre los últimos resultados de la investigación climática.En 2007, durante las presidencias del G8 y del Consejo de la UE, fue nombrado por la canciller Angela Merkel como asesor científico principal del gobierno alemán en materia de cambio climático y política climática internacional.
Como miembro del grupo de expertos «Energía y Cambio Climático», asesora desde 2007 al Presidente de la Comisión de la UE, José Manuel Barroso. También fue nombrado por Barroso miembro del recién fundado Consejo Asesor de Ciencia y Tecnología (PSTAC) en 2013. El 15 de febrero de 2013, Schellnhuber fue el único científico que intervino en una reunión informal del Consejo de Seguridad de la ONU sobre el cambio climático. Hasta entonces, el Consejo de Seguridad de la ONU solo había debatido el tema del cambio climático en dos ocasiones. Schellnhuber es miembro del jurado del Premio Voltaire desde 2017.
El 1 de diciembre de 2023, Schellnhuber asumió el cargo de director general del Instituto Internacional de Análisis de Sistemas Aplicados (IIASA) en Laxenburg, Baja Austria.